# Abacetus dainellii
Abacetus dainellii là một loài bọ chân chạy thuộc phân họ Pterostichinae. Loài này được Straneo mô tả lần đầu năm 1940.